# هوت بيرد 6
هوت بيرد 6 (Hot Bird 6) هو ساتل تلفزي تابع للمنظمة الأوروبية لاتصالات الأقمار الصناعية يوتلسات، التي يقع مقرها في باريس. تم إطلاقه في أغسطس عام 2002 على متن صاروخ أطلس الخامس من محطة كاب كانافيرال للقوات الجوية في فلوريدا.

## وصلات خارجية
- بيانات تقنية من موقع يوتلسات